# Cristhian Martínez
Cristhian A. Martínez Mercedes, né le 6 mars 1982 à Saint-Domingue en République dominicaine, est un lanceur droitier de baseball. Il évolue en Ligue majeure depuis 2009. Après avoir porté les couleurs des Marlins de la Floride, il s'aligne depuis 2010 avec les Braves d'Atlanta.

## Carrière

### Marlins de la Floride
Après des études secondaires au Liceo Nocturno, Cristhian Martínez obtient un premier contrat le 2 avril 2003 chez les Tigers de Detroit. Après trois saisons en ligues mineures, il est soumis au repêchage en décembre 2006 et il est choisi par les Marlins de la Floride. Il poursuit sa progression au sein des clubs affiliés des Marlins.
Affecté en début de la saison 2009 en Double-A chez les Jacksonville Suns, Martínez fait ses débuts en Ligue majeure avec les Marlins le 21 mai 2009 comme lanceur de relève. Il fait la navette quatre fois entre les Marlins et les Suns au cours de cette saison, pour jouer quinze parties comme releveur au plus haut niveau contre dix-sept (dont seize comme lanceur partant) avec Jacksonville.

### Braves d'Atlanta

#### Saison 2010
En avril 2010, Martinez est soumis au ballottage et réclamé par les Braves d'Atlanta. Affecté en Triple-A chez les Gwinnett Braves en début de saison 2010, Martínez retrouve les terrains de Ligue majeure du 25 mai au 9 juin puis partir du 9 août.  Il lance finalement 18 fois en relève pour les Braves.

#### Saison 2011
L'année 2011 est celle où il est le plus utilisé depuis son entrée dans le baseball majeur. En 46 sorties comme releveur, il lance 77 manches et deux tiers et maintient sa moyenne de points mérités à 3,36.

## Statistiques
| Saison | Équipe  | G  | GS | CG | SHO | V | D | SV | IP   | SO | ERA  |
| ------ | ------- | -- | -- | -- | --- | - | - | -- | ---- | -- | ---- |
| 2009   | Floride | 15 | 0  | 0  | 0   | 1 | 1 | 0  | 26.1 | 18 | 5,13 |
| 2010   | Atlanta | 18 | 0  | 0  | 0   | 0 | 0 | 0  | 26.0 | 22 | 4,85 |
| Totaux | Totaux  | 33 | 0  | 0  | 0   | 1 | 1 | 0  | 52.1 | 40 | 4,99 |

Note : G = Matches joués ; GS = Matches comme lanceur partant ; CG = Matches complets ; SHO = Blanchissages ; 
V = Victoires ; D = Défaites ; SV = Sauvetages ; IP = Manches lancées ; SO = Retraits sur des prises ; ERA = Moyenne de points mérités.